# Таврический № 20
Таври́ческий № 20 — хутор в Родионово-Несветайском районе Ростовской области.
Входит в состав Болдыревского сельского поселения.

## Население
| 2010 |
| ---- |
| 78   |

## Улицы
На хуторе имеются две улицы — Степная и Центральная.

## Археология
Рядом с хутором Таврическим находятся:
- Курганная группа «Таврический I» (5 курганов) — в 0,3 км к югу от хутора.
- Курганная группа «Таврический II» (2 кургана) — в 2,7 км к юго-западу от хутора.